# Porphyridiales 1
Porphyridiales 1, no sistema de classificação de Müller et al. (2001), é o nome botânico  de uma ordem de algas vermelhas   da classe Bangiophyceae.

## Gêneros
Este sistema de classificação não registrou uma família formal para  a ordem, entretanto, validou dois gêneros:
- Dixoniella J.L. Scott, S.T. Broadwater, B.D. Saunders, J.P. Thomas & P.W. Gabrielson, 1992.
- Glaucosphaera Korshikov, 1930.

- Müller et al. não registrou uma família formal para  esta ordem.
- O  sistema de classificação de Saunders e Hommersand (2004) incluiu na ordem o gênero Rhodella (L. Evans, 1970), validando  como ordem Porphyridiales 1, no subfilo Rhodellophytina. Posteriormente, no sistema de Yoon et al. (2006) os três gêneros foram referendados como ordem Rhodellales, família Rhodellaceae, classe Rhodellophyceae.

O  sistema de classificação de Saunders e Hommersand (2004) incluiu na ordem o gênero Rhodella (L. Evans, 1970), validando os três gêneros  no subfilo Rhodellophytina. Posteriormente, no sistema de Yoon et al. (2006) os três gêneros foram referendados como ordem Rhodellales, família Rhodellaceae, classe Rhodellophyceae.